# Erythropitta inspeculata
Erythropitta inspeculata, "talaudjuveltrast", är en fågelart i familjen juveltrastar inom ordningen tättingar. Den betraktas oftast som underart till filippinjuveltrast (Erythropitta erythrogaster) men urskiljs sedan 2016 som egen art av Birdlife International och IUCN.
Fågeln förekommer endast i Talaudöarna. Den kategoriseras av IUCN som sårbar.